# Alexios Alexopoulos
Alexandros "Alexios" Alexopoulos (griechisch Αλέξιος Αλεξόπουλος; * 21. Mai 1971 in Athen) ist ein ehemaliger griechischer Leichtathlet, der sich auf den Sprint spezialisiert hat. Seinen größten sportlichen Erfolg feierte er mit dem Gewinn der Silbermedaille über 200 Meter bei den Halleneuropameisterschaften 1996 in Stockholm.

## Sportliche Laufbahn
Erste internationale Erfahrungen sammelte Alexios Alexopoulos vermutlich im Jahr 1990, als er bei den Juniorenweltmeisterschaften in Plowdiw mit der griechischen 4-mal-100-Meter-Staffel mit 41,00 s in der Vorrunde ausschied. 1993 gewann er mit der Staffel bei den Mittelmeerspielen in Narbonne in 39,26 s die Silbermedaille hinter dem französischen Team und im Jahr darauf schied er bei den Europameisterschaften in Helsinki mit 10,69 s im Viertelfinale im 100-Meter-Lauf aus. Zudem belegte er dort mit der Staffel in 39,25 s den fünften Platz. 1995 schied er bei den Weltmeisterschaften in Göteborg mit 10,29 s im Viertelfinale über 100 Meter aus und erreichte im 200-Meter-Lauf das Halbfinale, in dem er mit 20,78 s ausschied. Zudem wurde er im Staffelbewerb im Vorlauf disqualifiziert. Im Jahr darauf gewann er bei den Halleneuropameisterschaften in Stockholm in 21,05 s die Silbermedaille über 200 Meter hinter dem Belgier Erik Wijmeersch, nachdem er zuvor in 20,74 s die Goldmedaille bei den Balkan-Hallenmeisterschaften in Piräus gewonnen hatte. Im August nahm er mit der Staffel an den Olympischen Sommerspielen in Atlanta teil und wurde dort in der ersten Runde disqualifiziert. 1997 siegte er mit der Staffel in 39,17 s bei den Balkanspielen in Athen und im Jahr darauf schied er bei den Halleneuropameisterschaften in Valencia mit 21,44 s im Halbfinale über 200 Meter aus. Im August belegte er mit der Staffel bei den Freiluft-Europameisterschaften in Budapest in 39,07 s den vierten Platz. 1999 schied er bei den Hallenweltmeisterschaften in Maebashi mit 20,98 s im Semifinale über 200 Meter aus und im August wurde er mit der Staffel bei den Weltmeisterschaften in Sevilla in der Vorrunde disqualifiziert. Im Jahr darauf erreichte er mit der Staffel bei den Olympischen Sommerspielen in Sydney das Halbfinale und schied dort mit 38,80 s aus. 
1995 wurde Alexopoulos griechischer Meister im 100-Meter-Lauf sowie 1996 Hallenmeister über 200 Meter.

## Persönliche Bestleistungen
- 100 Meter: 10,16 s (+2,0 m/s), 17. Juni 1998 in Athen
  - 60 Meter (Halle): 6,63 s, 27. Januar 1996 in Piräus
- 200 Meter: 20,36 s (+0,2 m/s), 19. Juni 1999 in Paris
  - 200 Meter (Halle): 20,62 s, 12. Februar 1996 in Piräus (griechischer Rekord)